# Valfloriana
Valfloriana är en kommun i provinsen Trento i regionen Trentino-Sydtyrolen i Italien. Kommunen hade 470 invånare (2018).